# Presbytère de l'église Saint-Étienne-du-Mont
Le presbytère de l’église Saint-Étienne-du-Mont ou « pavillon du duc d’Orléans » est un édifice inscrit Monument historique, situé  30 rue Descartes dans le 5e arrondissement de Paris.

## Histoire
Cet hôtel fut construit en 1746-1747 sur un jeu de Paume et plusieurs maisons pour Louis d’Orléans dit le Pieux fils du Régent Philippe d’Orléans. Louis d’Orléans vit jusqu’à sa mort en 1752 dans ce pavillon qui contenait une bibliothèque, un laboratoire de chimie, un cabinet d’histoire naturelle, un autre de pierres gravées et de médailles, ainsi qu'un jardin de plantes médicinales exotiques.
Le pavillon donné à l’abbaye Sainte-Geneviève du vivant de Louis le Pieux est vendu comme bien national en 1791 puis acheté par la Ville de Paris en 1822 et sert depuis de presbytère à l’église Saint-Étienne du Mont.

## Architecture
Le pavillon était construit entre cour et jardin. Le terrain du jardin où le duc d’Orléans cultivait des plantes médicinales et exotiques a été utilisé pour le percement de la rue Clovis en 1807. La cour, les communs et le portail ont été détruits par Baltard pour agrandir l’église. C’est l’ancienne façade sur jardin qui est visible au croisement de la rue Descartes et de la rue Clovis.
Celle-ci est symétrique autour de la travée centrale encadrée de pilastres et surmontée d’une lucarne entourée de volutes.
Les clés des baies du premier étage sont ornées de mascarons, celles du deuxième étage ne sont pas sculptées. À l’époque de sa construction, l’ensemble est relativement sobre et s'apparente plutôt à l'architecture du siècle précédent.
L’ancien appartement du duc au premier étage comporte des boiseries, une cheminée et son portrait.